# Gornji Krupac
Gornji Krupac (cyr. Горњи Крупац) – wieś w Serbii, w okręgu niszawskim, w gminie Aleksinac. W 2011 roku liczyła 388 mieszkańców.